# دیوید بنتلی (بازیکن فوتبال، زاده ۱۹۵۰)
دیوید بنتلی (انگلیسی: David Bentley؛ زادهٔ ۳۰ مهٔ ۱۹۵۰) بازیکن فوتبال اهل انگلستان است.
از باشگاه‌هایی که در آن بازی کرده‌است می‌توان به باشگاه فوتبال روترهام یونایتد اشاره کرد.